# Ралли Мексики
Ралли Мексики (исп. Rally México) (ранее известное как Ралли Америки, исп. Rally América) — этап чемпионата мира по ралли под эгидой FIA. Впервые Ралли Мексики попало в календарь чемпионата мира в 2004 году. Ралли проходит в мексиканском штате Гуанахуато. Штаб-квартира ралли находится в городе Леон.

## История

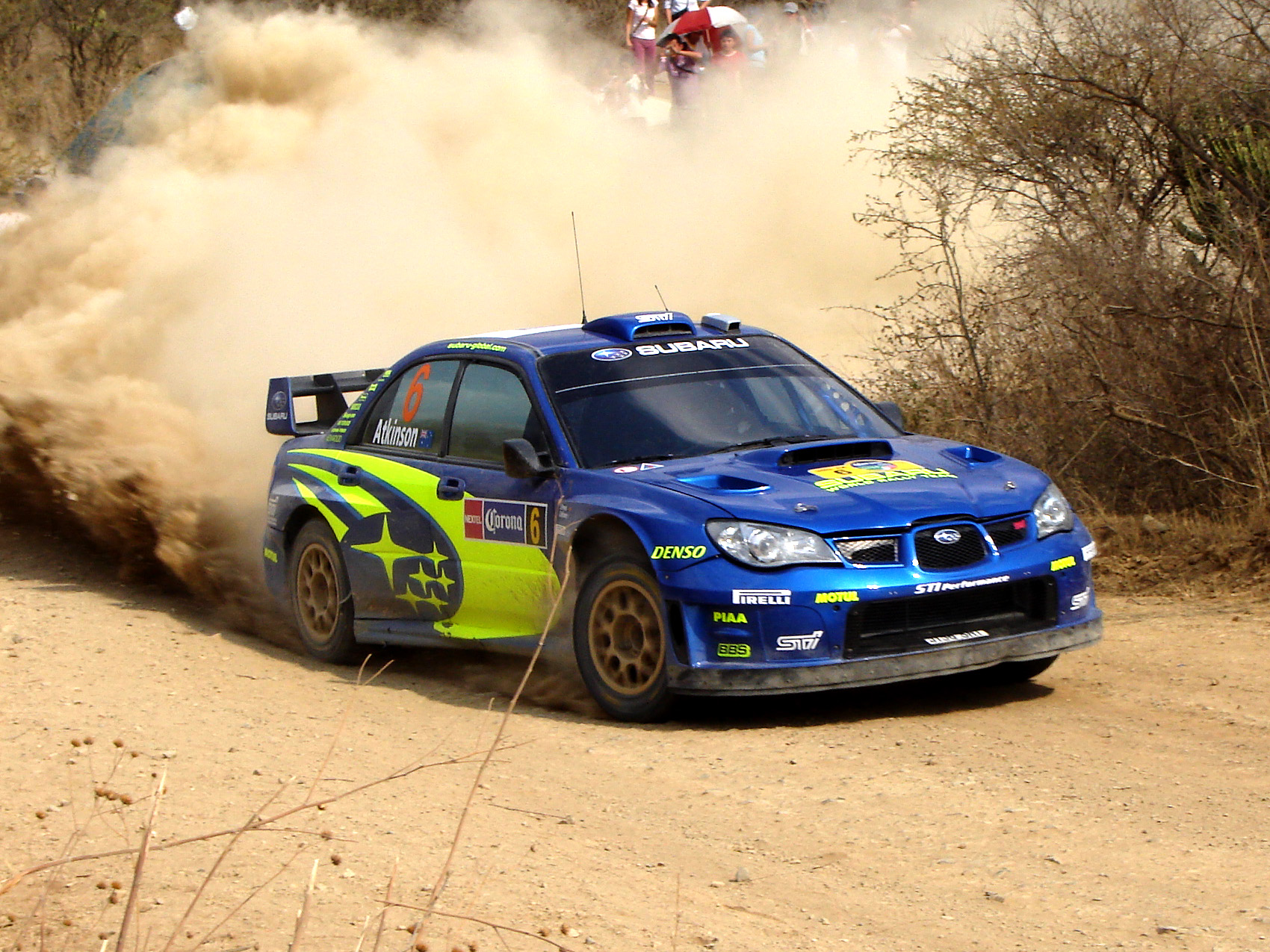
Крис Аткинсон на Ралли Мексики 2008

Ралли Америки, позже Корона Ралли Мексики, а сейчас Ралли Мексики Гуантахуато, впервые прошло в 1979 году. Территория спецучастков проходило по штату Мехико. В таком виде Ралли проводилось до 1985 года. Через шесть лет в 1991 году ралли вновь стартовало, на этот раз на территории Пасто-де-Кортес. Ралли Мексики 1991 года не привлекло большого внимания у болельщиков. Через два года, в 1993 году, Федерация Автоспорта Мексики вновь организует этап, на этот раз по территории Валье-де-Браво. Ралли Мексики состояло из большого числа коротких спецучастков, что добавляло этапу зрелищности.

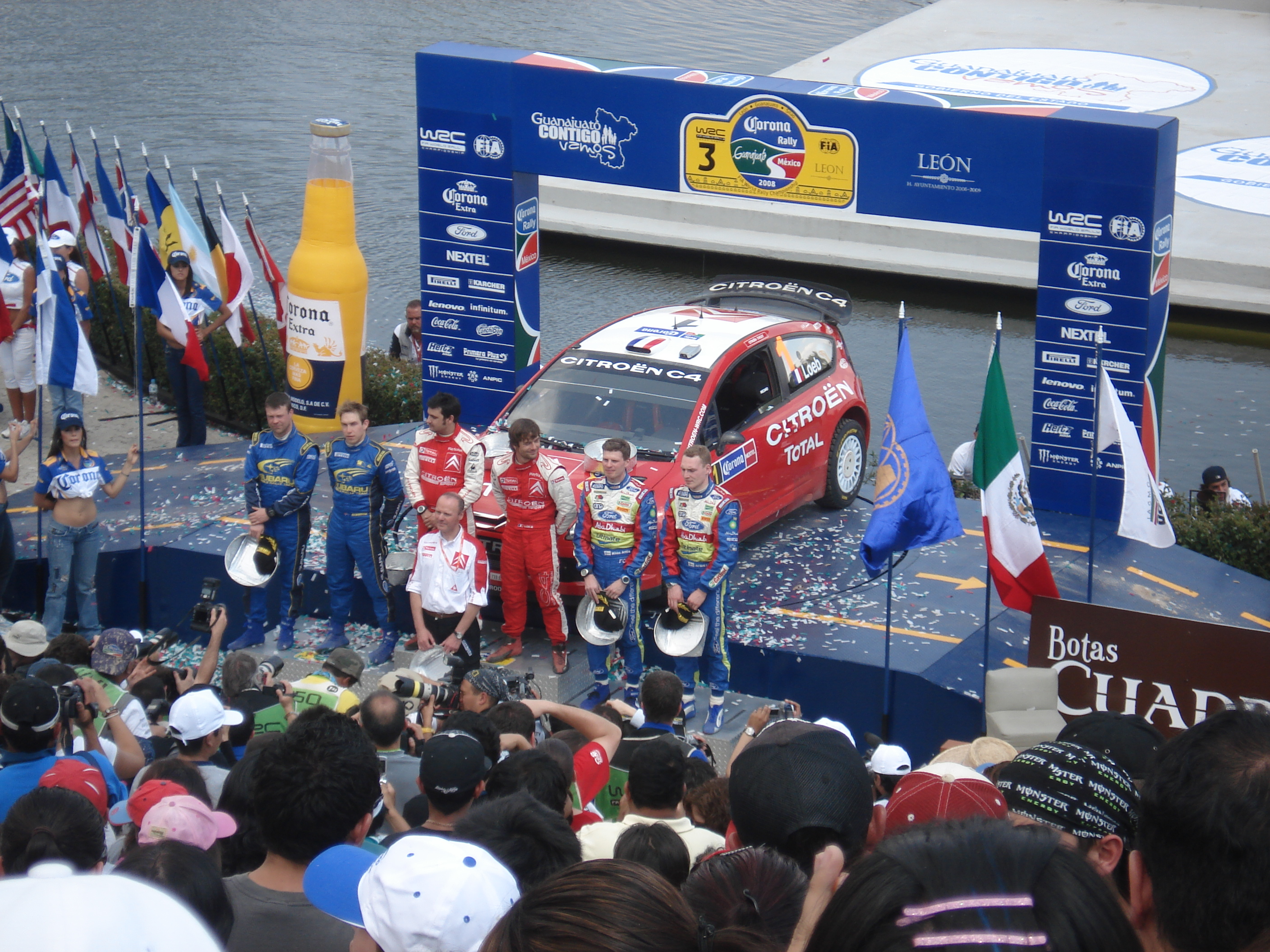
Подиум Ралли Мексики 2008

В 1996 году в Ралли Америки (Мексики) пришел новый спонсор Rallymex, который перенёс ралли в Калифорнию, США и привлек к участию иностранных пилотов. В 1998 году организаторами был утверждён долгосрочный бизнес-план, подразумевающий вхождение в календарь чемпионата мира по ралли в 2000-х годах. Ралли в очередной раз было переименовано и штаб перенесён в Леон (Мексика), а трасса пролегала через горы Сьерра де Лобос и Сьерра де Гуанахуато и равнины, окружающие города Гуантахуато, Леон и Силао.
2003 год стал решающим в истории Ралли Мексики. Организаторы ралли получили все технические новинки того времени и получили право проведения у себя этапа чемпионата мира 2004 года. Состоялась одна из самых ярких церемоний открытия раллийных этапов в истории. В 2007 году очередной переезд ралли. Рекордная для того чемпионата дистанция 850 км по всей территории Мексики. Новая форма ралли не снискала популярности и в 2009 году ралли не попало в календарь чемпионата. В 2010 году организаторы вновь вернули Ралли Мексики в Леон. Где оно и проводится по сей день.
В 2014 году на Ралли Мексики произошёл один из самых курьезных случаев в истории мирового ралли. После окончания финального спецучастка выяснилось, что на машине бельгийца Тьерри Невилля потёк радиатор и тут как нельзя кстати организаторы вручили гонщику большую бутылку пива "Corona". Пилот тут же залил её содержимое в свой радиатор и только таким образом добрался до контрольной точки
Рекорд по количеству побед на Ралли Мексики принадлежит Себастьену Ожье (7 побед).

## Победители
| Год  | Официальное название          | Пилот             | Штурман              | Автомобиль                  | Статус                                     |
| ---- | ----------------------------- | ----------------- | -------------------- | --------------------------- | ------------------------------------------ |
| 1993 |                               | Джузеппе Спатаро  | Жан-Ноэль Вальделивр | Mitsubishi Eclipse          |                                            |
| 1994 |                               | Агустин Саморра   | Габриель Марин       | Mitsubishi Eclipse          |                                            |
| 1997 |                               | Роджер Халл       | Шон Галлахер         | Mitsubishi Eclipse          |                                            |
| 1998 |                               | Карлос Искьердо   | Анхелика Фуэнтес     | Nissan Tsuru                |                                            |
| 1999 |                               | Габриель Марин    | Хавьер Марин         | Mitsubishi Lancer Evolution |                                            |
| 2000 |                               | Дуглас Гор        | Марк Нельсон         | Mitsubishi Lancer Evolution |                                            |
| 2001 | 15º Corona Rally América      | Рамон Феррейрос   | Рауль Велит          | Toyota Celica GT-Four       |                                            |
| 2002 | 16º Corona Rally México       | Харри Рованпера   | Ристо Пиетиляйнен    | Peugeot 206 WRC             |                                            |
| 2003 | 17º Corona Rally México       | Маркос Лигато     | Рубен Гарсиа         | Mitsubishi Lancer Evo VII   |                                            |
| 2004 | 18º Corona Rally México       | Маркко Мартин     | Майкл Парк           | Ford Focus WRC              | 3-й этап WRC 2-й этап PWRC                 |
| 2005 | 19º Corona Rally México       | Петтер Сольберг   | Фил Миллс            | Subaru Impreza WRC          | 3-й этап WRC 2-й этап JWRC                 |
| 2006 | 20º Corona Rally México       | Себастьен Лёб     | Даниэль Элена        | Citroën Xsara WRC           | 3-й этап WRC 2-й этап PWRC                 |
| 2007 | 21º Corona Rally México       | Себастьен Лёб     | Даниэль Элена        | Citroën C4 WRC              | 4-й этап WRC 2-й этап PWRC                 |
| 2008 | 22º Corona Rally México       | Себастьен Лёб     | Даниэль Элена        | Citroën C4 WRC              | 3-й этап WRC 1-й этап JWRC                 |
| 2010 | Rally Guanajuato Bicentenario | Себастьен Лёб     | Даниэль Элена        | Citroën C4 WRC              | 2-й этап WRC 2-й этап SWRC 2-й этап PWRC   |
| 2011 | Rally Guanajuato Mexico       | Себастьен Лёб     | Даниэль Элена        | Citroën DS3 WRC             | 2-й этап WRC 1-й этап SWRC                 |
| 2012 | 26º Rally Guanajuato Mexico   | Себастьен Лёб     | Даниэль Элена        | Citroën DS3 WRC             | 3-й этап WRC 2-й этап PWRC                 |
| 2013 | 27º Rally Guanajuato Mexico   | Себастьен Ожье    | Жюльен Инграссия     | Volkswagen Polo R WRC       | 3-й этап WRC 3-й этап WRC 2 3-й этап WRC 3 |
| 2014 | 28º Rally Guanajuato Mexico   | Себастьен Ожье    | Жюльен Инграссия     | Volkswagen Polo R WRC       | 3-й этап WRC                               |
| 2015 | 29º Rally Guanajuato Mexico   | Себастьен Ожье    | Жюльен Инграссия     | Volkswagen Polo R WRC       | 3-й этап WRC                               |
| 2016 | 30º Rally Guanajuato Mexico   | Яри-Матти Латвала | Миикка Анттила       | Volkswagen Polo R WRC       | 3-й этап WRC                               |
| 2017 | 31º Rally Guanajuato Mexico   | Крис Мик          | Пол Нейгл            | Citroën C3 WRC              | 3-й этап WRC                               |
| 2018 | 32º Rally Guanajuato Mexico   | Себастьен Ожье    | Жюльен Инграссия     | Ford Fiesta WRC             | 3-й этап WRC                               |
| 2019 | 33º Rally Guanajuato Mexico   | Себастьен Ожье    | Жюльен Инграссия     | Citroën C3 WRC              | 3-й этап WRC                               |
| 2020 | 34º Rally Guanajuato Mexico   | Себастьен Ожье    | Жюльен Инграссия     | Toyota Yaris WRC            | 3-й этап WRC                               |
| 2023 | 35º Rally Guanajuato Mexico   | Себастьен Ожье    | Венсан Ландэ         | Toyota GR Yaris Rally1      | 3-й этап WRC                               |

### Многократные призёры (только чемпионат мира)
| Подиумы | Пилот          | Годы |
| ------- | -------------- | ---- |
| 10      | Себастьен Ожье |      |
| 6       | Себастьен Лёб  |      |